# Bitwa pod Mortimer’s Cross

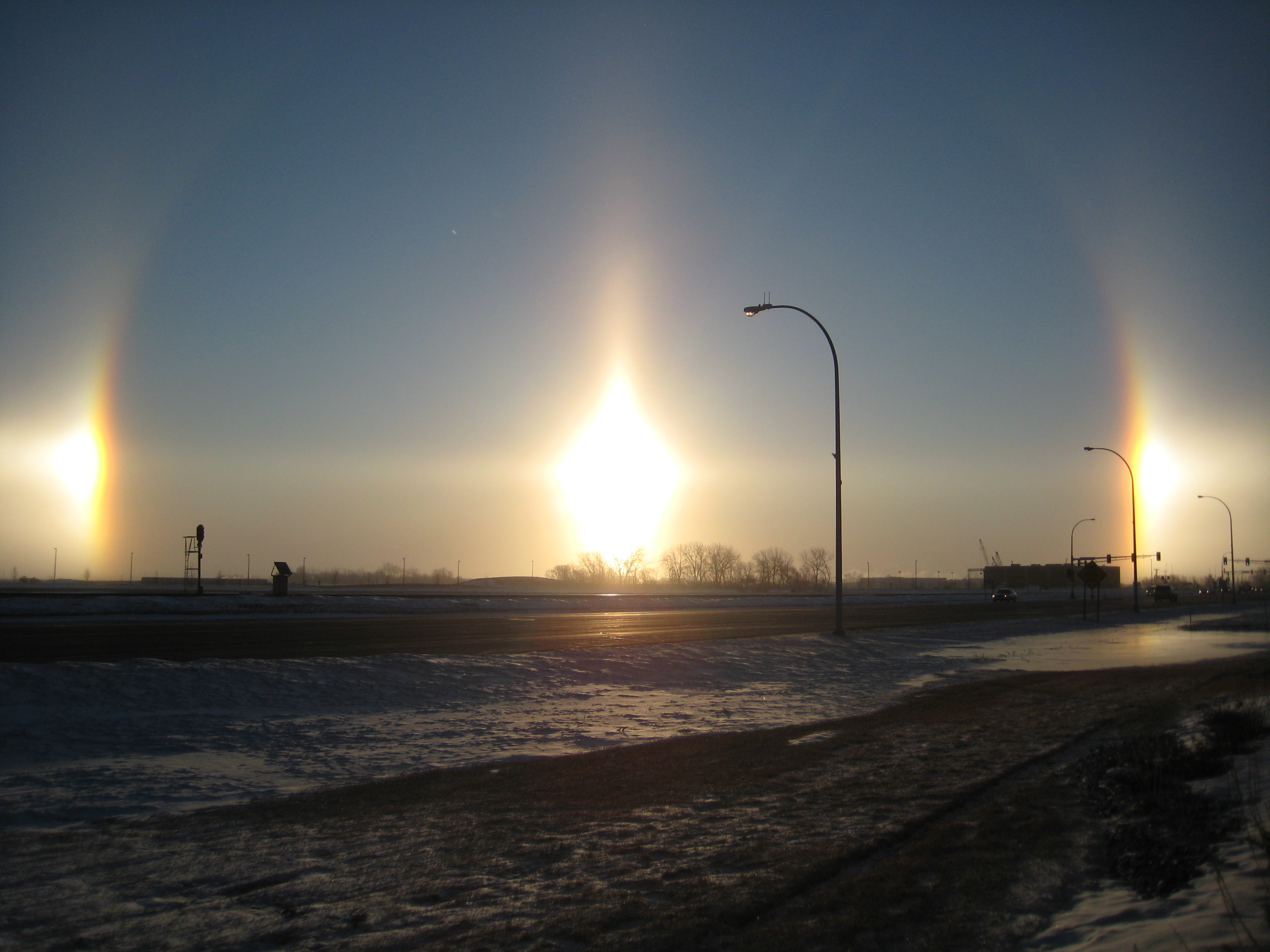
Trzy słońca na niebie, jak przed bitwą w 1461 roku

Bitwa pod Mortimer’s Cross – starcie zbrojne, które miało miejsce dnia 2 lutego 1461 r. w trakcie Wojny Dwóch Róż w pobliżu Wigmore w hrabstwie Herefordshire (pomiędzy Herefordem a Leominster). 
Po śmierci przywódcy stronnictwa Yorków, księcia Ryszarda w bitwie pod Wakefield w grudniu 1460, górę w wojnie zaczęli brać Lancasterowie,  którzy wygrali także drugą bitwę pod St Albans. 18-letni syn Ryszarda, Edward, nowy książę Yorku, stanął na czele wojsk yorkistowskich i w Herefordshire, nad rzeką Lugg zagrodził drogę armii Lancasterów pod wodzą Jaspera Tudora, hrabiego Pembroke i Jamesa Butlera, hrabiego Wiltshire. 
Przed bitwą żołnierze Yorków dostrzec mieli trzy słońca na niebie, co wieszczyć miało zwycięstwo ich księcia, którego ród używał odznaki ze słońcem. Armia Lancasterów zaatakowała, odnosząc sukces na lewym skrzydle, ale atak na prawym, prowadzony przez hrabiego Pembroke, załamał się. Bitwę rozstrzygnęło natarcie sił Yorków w centrum: hrabiowie Pembroke i Wiltshire zbiegli, ale Owen Tudor został schwytany i stracony w Herefordzie. Zwycięstwo Yorków umożliwiło koronację Edwarda na króla Anglii miesiąc później (4 marca 1461).
Zjawisko słońc pobocznych przed bitwą zostało uwiecznione w części 3 Henryka VI przez Williama Szekspira:

Trzy słońca całe w gorejącym blasku,

Nierozdzielone chmur burzliwych wałem,

Ale na czystym wiszą błękicie.

Patrz! Jak się schodzą, zdają się całować,

I nierozdzielnym łączą się przymierzem,

I już są jedną lampą, jednym słońcem.